# كمناهو
كَمِناهو أو كمنهو أو كَمْنَه (بخط المسند:  وأحياناً ) مدينة قديمة تقع جنوب شبه الجزيرة العربية في وادي مَذاب في منطقة الجوف شمال اليمن حالياً. تقع المدينة شمال شرق صنعاء بمسافة 107 كيلومتراً، أو شرق مدينة هرم بمسافة 9 كيلومتراً، على ارتفاع 1100 متراً فوق مستوى سطح البحر. وتظهر بشكل أساسي على مسرح الأحداث السياسية في الفترة بين القرن الثامن إلى السادس قبل الميلاد.

## وصلات خارجية
http://dasi.cnr.it/index.php?id=dasi_prj_sit&prjId=1&corId=0&colId=0&navId=757744219&recId=23